# 留多加町
留多加町（るうたかちょう）は、日本の領有下において樺太に存在した町。
町名の読みは公式にはるうたかであるが、しばしばるたかとも呼ばれていた。
留多加という地名は、アイヌ語の「ル・オタカ」（砂浜に道が付いている所、浜路）、「ル・オ・タ・カ」（熊の足跡がごちゃごちゃある所）による。
当該地域の領有権に関する詳細は樺太の項目を参照。現在はロシア連邦がサハリン州アニワ (Анива, Aniwa)などとして実効支配している。

## 概要
- 亜庭湾と留多加川（リュトガ川）に面していた。
- 樺太ではめずらしく製紙工場を背景としない町であった。他に製紙工場を背景としない町に本斗町がある。
- 樺太有数の肥沃な土地であり、農耕適地が多かったことでも知られる。
- 1807年、 ロシア海軍士官らが択捉島、礼文島などとともに留多加を襲撃する。警備のため幕府が秋田藩・弘前藩・仙台藩・会津藩などに蝦夷地への出兵を命じる。
- 1886年、ロシア人がリュトガ (露：Лютога) 村を建設する。
- 1905年、ポーツマス条約により、南樺太の一部として日本に割譲され、「留多加」と改称された。

## 交通
- 南樺鉄道が町内を通っており、4駅（江ノ浦駅・濱路駅・濱路公園駅・留多加駅）が存在した。留多加駅は、本斗駅との間を結ぶ鉄道省省営自動車本留線の終着でもあった。
- 交通の要衝であり、樺太庁道新場西能登呂岬線、豊原留多加線、大豊遠節線、小里小原線が通っていた。

## 歴史
- 1915年（大正4年）6月26日 - 「樺太ノ郡町村編制ニ関スル件」（大正4年勅令第101号）の施行により行政区画として発足。留多加郡に所属し、大泊支庁留多加出張所が管轄。
- 1922年（大正11年）4月1日 - 樺太町村制実施に伴い留多加村を設置。[5]

- 1922年（大正11年）10月 - 管轄支庁が留多加支庁に変更。
- 1923年（大正12年）4月 - 三郷村廃止と共に池月以北を編入。[6]
- 1924年（大正13年）4月 - 留多加町と改称。[6]
- 1924年（大正13年）12月 - 留多加支庁が廃止され、再び大泊支庁の出張所となる。
- 1929年（昭和4年）4月 - 利良以南の地域を三郷村として分割。[6]
- 1929年（昭和4年）7月1日 - 樺太町村制の施行により一級町村となる。
- 1942年（昭和17年）11月 - 管轄支庁が豊原支庁に変更。
- 1943年（昭和18年）4月1日 - 「樺太ニ施行スル法律ノ特例ニ関スル件」（大正9年勅令第124号）が廃止され、内地編入。
- 1945年（昭和20年）8月22日 - ソビエト連邦により占拠される。
- 1949年（昭和24年）6月1日 - 国家行政組織法の施行のため法的に樺太庁が廃止。同日留多加町廃止。

## 町内の地名
| - 留多加 - 西留多加 - 川口（かわぐち） - 河西（かさい） - 河東（かとう） - 江ノ浦（えのうら） - 浜路（はまじ） - 伏子浜（ふしこはま） - 上伏子（かみふしこ） - 小里（こさと） | - 上小里（かみこさと） - 北平野（きたひらの） - 南平野（みなみひらの） - 小原（おばら） - 中小原（なかおばら） - 北小原（きたおばら） - 南小原（みなみおばら） - 大豊（おおとよ） - 豊栄（とよさかえ） - 北豊栄（きたとよさかえ） | - 上大豊（かみおおとよ） - 天幕（てんまく） - 清滝（きよたき） - 上高瀬（かみたかせ） - 小愛奴沢（こあいぬさわ） - 三河沢（みかわざわ） - 山田沢（やまだざわ） - 奥清滝（おくきよたき） - 八眺嶺（はっちょうれい） |

（）

## 地域

### 教育
以下の学校一覧は1945年（昭和20年）4月1日現在のもの。
- 樺太公立江ノ浦国民学校
- 樺太公立浜路国民学校
- 樺太公立留多加国民学校
- 樺太公立平野国民学校
- 樺太公立小里国民学校
- 樺太公立小原国民学校
- 樺太公立上小原国民学校
- 樺太公立河西国民学校
- 樺太公立大豊第一国民学校
- 樺太公立大豊第二国民学校
- 樺太公立豊栄第一国民学校
- 樺太公立豊栄第二国民学校
- 樺太公立伏子国民学校